# Sítiny (Svatý Jiří)
Sítiny (německy Sitin) jsou osada a část obce Svatý Jiří v okrese Ústí nad Orlicí.

## Historie
První písemná zmínka o vesnici pochází z roku 1790.
Název osady je odvozen od sítin, které rostly v nedalekých močálech. Prvním stavením byla pazderna, kde se dříve zpracovával len. Osada se postupně rozrůstala na dvanáct usedlostí.
Osada je rozdělena do dvou obcí. Osm usedlostí patří k obci Svatý Jiří a čtyři usedlosti k obci Voděrady.
V osmdesátých letech dvacátého století byla v blízkosti osady vybudována drtírna odpadů. Od počátku devadesátých let se v tomto objektu vyrábí nízkoenergetické kondenzační sušárny. Sítinami prochází silnice třetí třídy č. 31712, spojující vesnice Svatý Jiří a Voděrady. Osada má přímé autobusové spojení s Chocní, Vysokým Mýtem, Ústím nad Orlicí a se Sloupnicí.

## Galerie

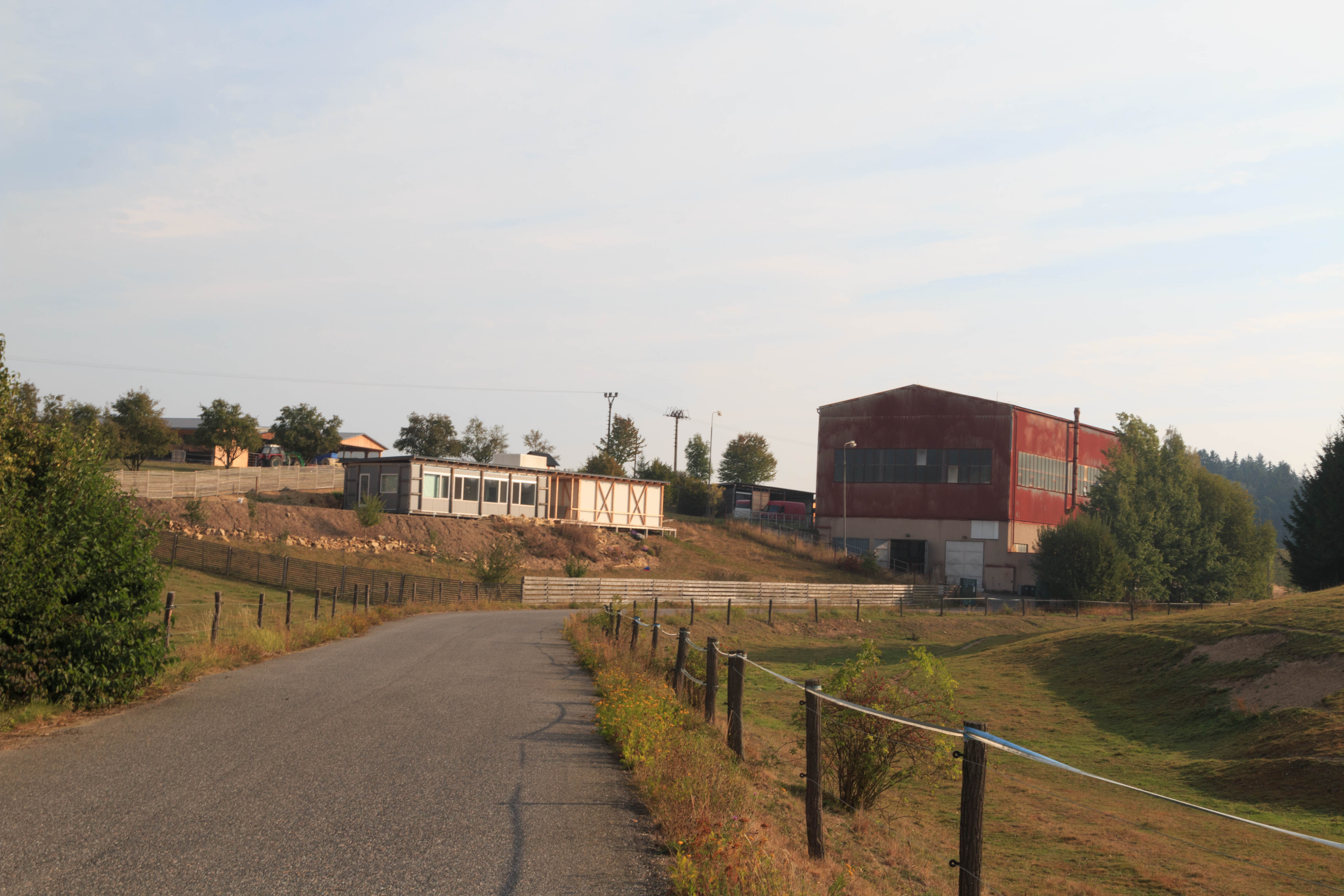
Dům čp. 101
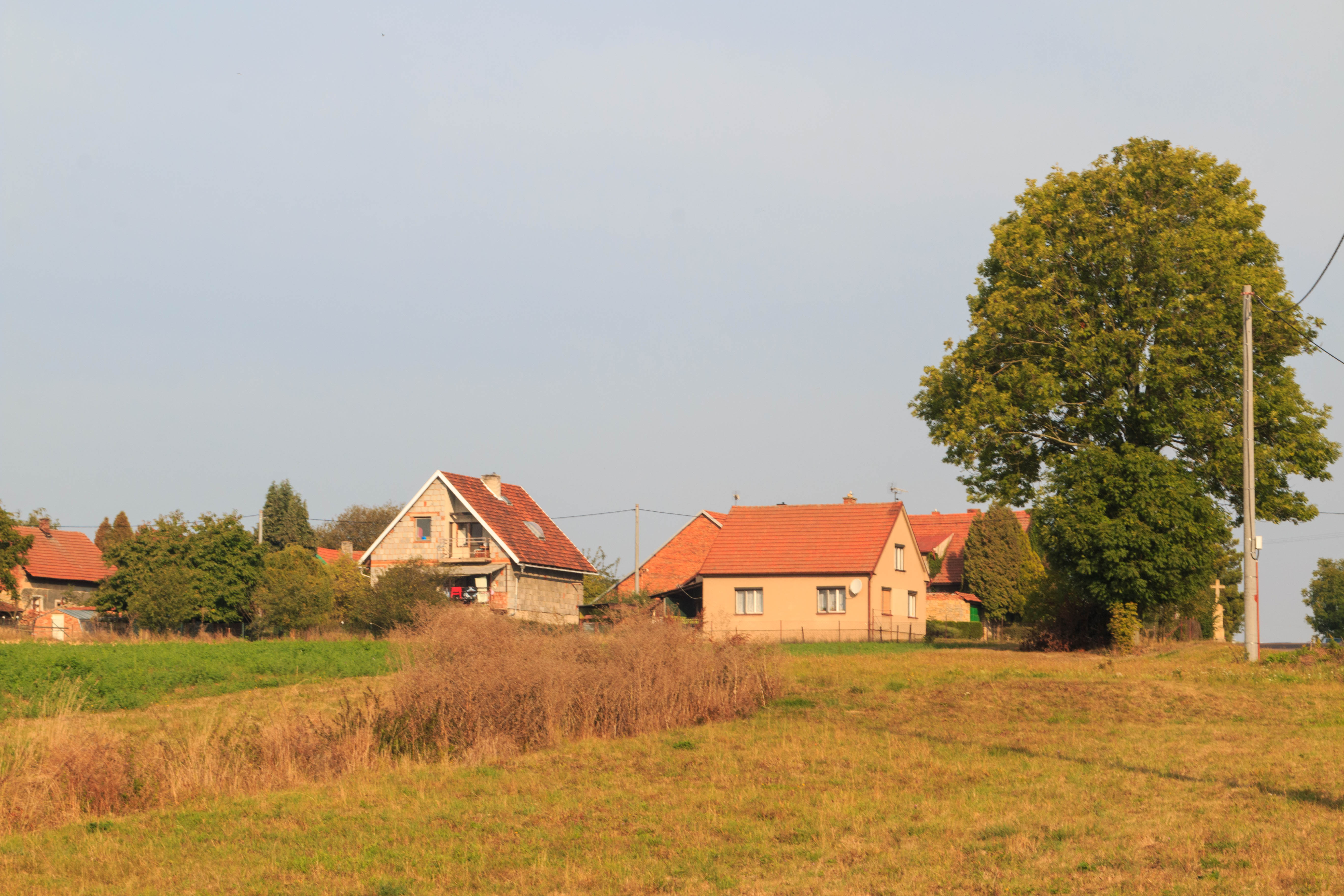
Sítiny
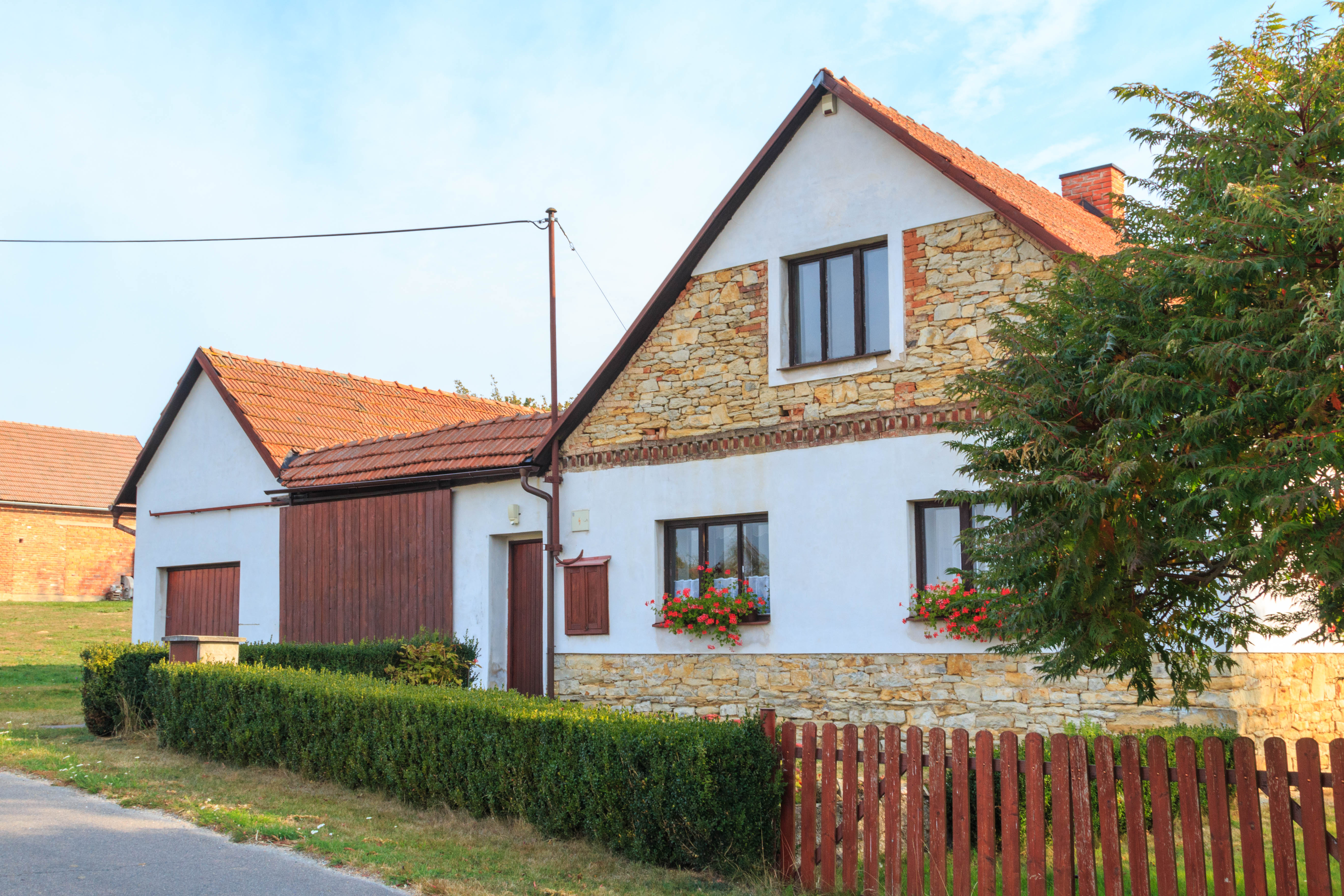
Dům čp. 76
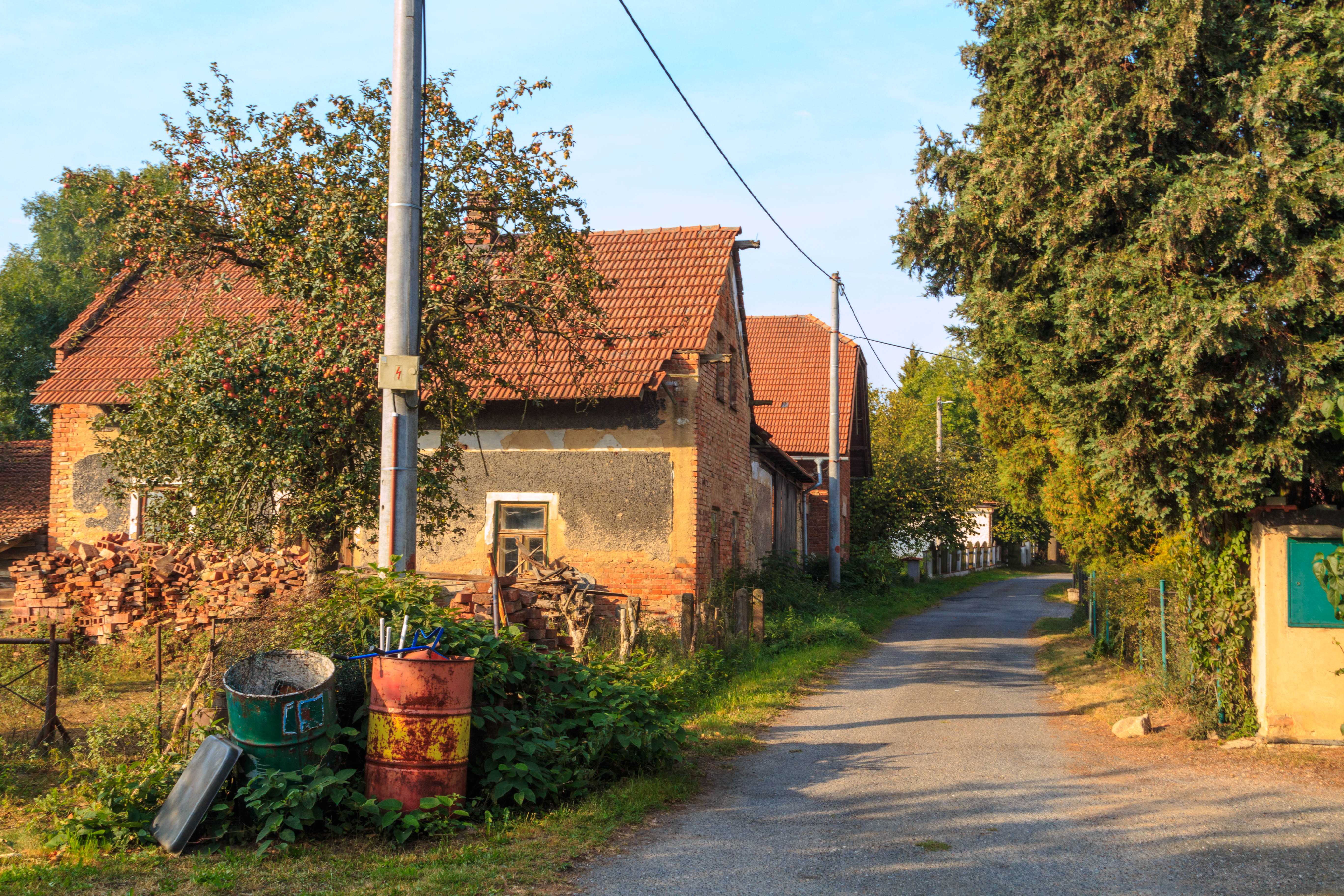
Sítiny